# Estadio Nacional de Costa de Marfil
El Estadio Alassane Ouattara (en francés: Stade Alassane-Ouattara), también conocido como Stade Olympique d'Ebimpé y anteriormente llamado Estadio Nacional de Costa de Marfil, es un estadio multiusos ubicado en la ciudad de Abiyán, Costa de Marfil. Fue inaugurado en 2020 y posee una capacidad para 60.000 espectadores, es la casa de la Selección de fútbol de Costa de Marfil. Adicionalmente también recibió el nombre "Stade Alassane Ouattara", en honor al actual Presidente de la República. En 2023 el estadio fue renombrado en homenaje al presidente Alassane Ouattara.

## Historia
En diciembre de 2016, el Gobierno de Costa de Marfil inició las obras de construcción de una villa olímpica de 287 hectáreas en las comunas de Ebimpé y Anyama, unos 20 km al norte de Abiyán. Este moderno complejo deportivo y de esparcimiento forma parte del plan del Gobierno de utilizar el deporte para fomentar el desarrollo económico sostenible y el crecimiento de la ciudad de Ebimpé y sus alrededores.
El punto focal de la villa olímpica, es el Estadio Nacional Ebimpé, su diseño se le encargo al Instituto de Diseño Arquitectónico de Beijing (BIAD), mientras que el proceso de construcción fue realizado por Beijing Construction Engineering Group (BCEG). La construcción comenzó oficialmente el 22 de diciembre de 2016, asistieron el primer ministro Daniel Kablan Duncan y una delegación del gobierno de China. El costo total del proyecto fue de aproximadamente 257 millones de dólares, proporcionados por el gobierno de la República de Costa de Marfil y el gobierno de la República Popular de China.
el estadio tiene una capacidad para 60.012 espectadores y está considerado como una de las instalaciones deportivas más grandes de África Occidental. Con una altura de 51,4 metros, la instalación consta de cinco niveles, dos salones presidenciales y una sala de control antidopaje, las tribunas están completamente cubiertas. Destaca en su diseño las 96 columnas que rodean el estadio que forman una galería dinámica, adornada con vidrieras con los colores nacionales. Actúa tanto como fachada y también como soporte para la cubierta.
El estadio fue inaugurado el 3 de octubre de 2020, en presencia del presidente del país Alassane Ouattara y el embajador de China en Costa de Marfil. Hubo un partido de gala entre el ASEC Mimosas y el Africa Sports d’Abidjan, los dos clubes más importantes del campeonato marfileño.
El estadio albergara la Copa Africana de Naciones 2023 y se espera que en el se desarrolle la ceremonia de apertura y la final del torneo.

## Resultados en eventos de importancia

### Copa Africana de Naciones 2023
El estadio albergó diez partidos de la Copa Africana de Naciones 2023.
| Fecha                 | Equipo 1          | Resultado | Equipo 2          | Ronda                 | Asistencia |
| --------------------- | ----------------- | --------- | ----------------- | --------------------- | ---------- |
| 13 de enero de 2024   | Costa de Marfil   | 2–0       | Guinea-Bisáu      | Primera fase, Grupo A | 36,858     |
| 14 de enero de 2024   | Nigeria           | 1–1       | Guinea Ecuatorial | Primera fase, Grupo A | 8,500      |
| 18 de enero de 2024   | Guinea Ecuatorial | 4–2       | Guinea-Bisáu      | Primera fase, Grupo A | 13,888     |
| 18 de enero de 2024   | Costa de Marfil   | 0–1       | Nigeria           | Primera fase, Grupo A | 49,517     |
| 22 de enero de 2024   | Guinea Ecuatorial | 4–0       | Costa de Marfil   | Primera fase, Grupo A | 42,550     |
| 22 de enero de 2024   | Mozambique        | 2–2       | Ghana             | Primera fase, Grupo B | 6,000      |
| 28 de enero de 2024   | Guinea Ecuatorial | 0–1       | Guinea            | Octavos de final      | 36,340     |
| 2 de febrero de 2024  | RD del Congo      | 3–1       | Guinea            | Cuartos de final      | 33,278     |
| 7 de febrero de 2024  | Costa de Marfil   | 1–0       | RD del Congo      | Semifinal             | 51,020     |
| 11 de febrero de 2024 | Nigeria           | 1–2       | Costa de Marfil   | Final                 | 57,094     |